# PLK (rappeur)
Pour les articles homonymes, voir PLK.
PLK, né le 15 avril 1997 à Paris, est un rappeur et chanteur français. Il est membre du groupe Panama Bende et du collectif La Confrérie, ce dernier étant composé de trois membres de Paname Bende.
En 2015 et 2016, il sort ses premiers EP, Peur de me tromper et Dedans. Il commence sa carrière solo et signe chez le label Panenka Music en juin 2017. Il publie par la suite Ténébreux et Platinum, deux mixtapes qui lui permettent de se faire connaître. En octobre 2018, il sort Polak, son premier album solo, certifié triple disque de platine. S'ensuivent les projets Mental (2019), Enna (2020), 2069' (2023) et Chambre 140 (2024).

## Biographie

### Origine et jeunesse
Mathieu Pruski a grandi dans le 14e arrondissement de Paris avant de déménager à Clamart dans les Hauts-de-Seine, où il habite avec sa grand-mère paternelle. Sa mère est corse et son père est d'origine française et polonaise. Son grand-père paternel a émigré de Pologne pendant la Seconde Guerre mondiale pour s'installer en France à l'âge de 4 ans.

### Débuts
Il choisit comme nom de scène PLK, contraction de « Polak ».
En novembre 2016, PLK sort son EP, Dedans, avec cinq titres qu'il avait en stock dont un featuring avec le rappeur Krisy. En septembre 2017, il sort sa mixtape Ténébreux composé de onze titres, avec une nouvelle collaboration avec Krisy. Le même mois il participe à l'émission Rentre dans le cercle produite et présentée par le rappeur Sofiane où il posera un freestyle aux côtés de rappeurs comme Vald ou encore Cheu-B. Il sort ensuite, en mars 2018, sa deuxième mixtape Platinum avec 16 titres dont un featuring avec Krisy et Lefa membre du groupe de rap Sexion d'Assaut. En avril 2018, il sort le titre Lambo en collaboration avec Mister V pour la bande originale du film Taxi 5.

### Consécration avecPolak(2018)
En octobre 2018, PLK sort son premier album studio Polak, contenant quinze titres avec, en plus, les titres Dingue et Sans suite ainsi que son Freestyle Émotif réalisé sur Booska-P. Dans cet album, PLK collabore avec d'autres rappeurs français comme SCH ou encore Nekfeu. Il fait également un featuring avec le rappeur polonais Paluch (pl) dans le titre Gozier,. Cet album reçoit un disque d'or en quelques mois. En juillet 2019, l’album est certifié platine et dépasse les 100 000 ventes. Il sera certifié double platine en décembre 2021 en atteignant les 200 000 ventes.
En septembre 2019, il sort une mixtape intitulée Mental. Elle comporte dix-neuf titres, dont plusieurs en association avec d'autres rappeurs comme Maes, Timal, Aladin 135 ou encore Tessa B. Elle est certifiée disque d'or dès le mois suivant, puis disque de platine en juillet 2020.

### Enna(2020),2069'(2023) etChambre 140(2024)
Le 28 août 2020, PLK sort son deuxième album studio, ENNA (qui est la contraction des prénoms de son petit frère Enzo, et de sa petite sœur Léna mais aussi le nom de son label Enna Music France), composé de dix-huit titres, dont quatre collaborations avec les rappeurs Niska, Rim'K, Heuss L'Enfoiré et Hamza. ENNA est certifié disque d'or en 14 jours. L'album dépasse ensuite la barre des 100 000 ventes, devenant ainsi disque de platine en octobre 2020. Le 29 septembre 2021, Enna est certifié double platine avec plus de 200 000 ventes.
En novembre 2021, il participe au projet collectif Le classico organisé, à l'initiative de Jul réunissant plus de 150 rappeurs des Bouches-du-Rhône et d'Île-de-France.
Le 12 novembre 2021, il sort une réédition de son album Enna, intitulée Enna Boost, avec les participations de SDM, SCH et OBOY. Cette réédition permettra a son album d’atteindre les 500 000 ventes et ainsi être certifié diamant.
Le 14 avril 2023, il sort 2069', un projet réalisé à l'aide de sa communauté, avec les participations de Dinos et Kerchak. 2069' est certifié disque d’or le 1er juin de la même année, soit un mois et demi après sa sortie. Certifié en novembre, PLK devient le premier détenteur français d'un EP disque de platine.
En janvier 2024, PLK annonce la sortie d'une nouvelle mixtape appelé Chambre 140 qui s'étale sur 3 semaines puis la 3ème partie en février 2024. Aujourd'hui, la mixtape est certifiée Double Platine (200 000 équivalents streams)[Quand ?].

## Affaire judiciaire
En 2022, PLK est placé sous contrôle judiciaire à la suite de l'agression violente, en état d'ivresse et en situation de récidive, d'un policier municipal, survenue le 17 juillet 2022 à La Grande-Motte. Jugé le 27 octobre 2022 par le tribunal correctionnel de Montpellier, il est condamné à un an de prison, à effectuer à domicile sous surveillance électronique.

## Discographie

### Albums studio
- 2018 : Polak
- 2020 : Enna

### Mixtapes
- 2017 : Ténébreux
- 2018 : Platinum
- 2019 : Mental
- 2024 : Chambre 140

### EPs
- 2023 : 2069'

### Apparitions
2013 :
- La Confrérie (Zeu, Ormaz & PLK) - Freestyle Rosa Parks
- Aladin 135 feat. PLK - J'gratte (sur l'EP Aladhyde d'Aladin 135)

2014 : 
- Aladin 135 feat. PLK & Di-Meh - Réveille toi
- Paname Bende (PLK, Elyo, Aladin 135, Assaf & Ormaz) - Freestyle #24
- Aladin feat. PLK, Assaf, Ormaz, Lesram & Elyo - Paname Bende (sur l'EP Approchez-vous d'Aladin 135)
- La Confrérie (Zeu, PLK & Ormaz) - Foreign
- Paname Bende (Aladin 135, PLK, Elyo, Lesram, Ormaz & Assaf) - Grünt #20
- Paname Bende (PLK, Lesram, Ormaz, Assaf, Elyo & Aladin 135) - Freestyle #PANAMABENDE

2015 : 
- SDM feat. PLK - #OSCQV
- Aladin 135 feat. PLK - Wish (Remix)
- Paname Bende (Elyo, Assaf, Ormaz, Aladin 135, Lesram & PLK) - #AVÉ (sur l'EP Bende Mafia de son groupe Paname Bende)

2016 : 
- Paname Bende (PLK, Elyo, Lesram, Ormaz & Aladin 135) - #SmoothLa (sur l'EP Bende Mafia de son groupe Paname Bende)
- Paname Bende (Aladin 135, Ormaz, Assaf, Elyo, PLK & Lesram) - Bende Mafia (sur l'EP Bende Mafia de son groupe Paname Bende)
- Paname Bende (Aladin 135, PLK, Assaf) - La rage (sur l'EP Bende Mafia de son groupe Paname Bende)
- Paname Bende (Lesram, Assaf, Aladin 135, PLK & Elyo ) - Dayz (sur l'EP Bende Mafia de son groupe Paname Bende)

2017 :
- Aladin 135 feat. PLK & Lesram - Hiver (sur la mixtape Indigo d'Aladin 135)
- Paname Bende (PLK, Elyo, Assaf, Lesram, Aladin 135 & Ormaz) - Fêter (sur l'album ADN de son groupe Paname Bende)
- Paname Bende (Assaf, PLK, Elyo, Aladin 135, Ormaz & Lesram) - Yuhi (sur l'album ADN de son groupe Paname Bende
- Paname Bende (PLK, Ormaz, Aladin 135, Assaf & Elyo) - Intro (sur l'album ADN de son groupe Paname Bende)
- Paname Bende (Aladin 135, Lesram, PLK, Assaf & Elyo) - Mon squad (sur l'album ADN de son groupe Paname Bende)
- Paname Bende (Ormaz, Lesram, PLK, Aladin 135, Elyo & Assaf) - Pas encore (sur l'album ADN de son groupe Paname Bende)
- Paname Bende (Assaf, PLK, Elyo & Lesram) - Lunettes de soleil (sur l'album ADN de son groupe Paname Bende)
- Paname Bende (Aladin 135, Ormaz, Lesram, PLK, Assaf & Elyo) - Sommet (sur l'album ADN de son groupe Paname Bende)

2018 : 
- La Confrérie (PLK, Ormaz & Zeu) - Piou Piou (sur l'album Trash Talking de Zeu)
- Mister V x PLK - Lambo (sur la bande originale par Kore pour le film Taxi 5)
- Nemir feat. PLK - Zion sur le single Hors-série
- BLK 140 feat. PLK - Le B ou le P
- Yaro feat. PLK - Salut (sur la mixtape À Zéro de Yaro)
- Georgio feat. ISHA & PLK - Violent

- Paluch feat. PLK - Sidła (sur l'album Czerwony Dywan de Paluch)

2019 : 
- Kino feat. PLK et Aladin 135 - Métastase (sur l'album Sur un air de piano de Kino)
- RK feat. PLK - Comme à l'ancienne (sur l'album Rêves de gosse de RK)
- DJ Elite feat. PLK - Billets (sur l'album Blackbird de DJ Elite)
- Dinor Rdt feat. PLK - XbarV (sur l'album Lunettes 2 ski de Dinor rdt)
- Black M feat. PLK - No No No (sur l'album Il était une fois... de Black M)
- Mister V feat. PLK - Jamais (sur l'album MVP de Mister V)
- 404Billy feat. PLK - 10 (sur l'EP Supernova de 404Billy)

2020 : 
- Phénomène Bizness (John Hash & Saïga) feat. PLK - Bizi’N The Hood #5 (Tous les jours)
- SDM feat. PLK - Jack Fuego
- Yaro feat. Ninho & PLK - Mec de cité (sur la mixtape La spé de Yaro)
- ISHA feat. PLK - Tradition (sur la mixtape la mixtape La vie augmente, volume 3 d'ISHA)
- Timal feat. PLK - Promis (sur l'album Caliente de Timal)
- Leto feat. PLK - Train de vie (sur l'EP Virus : avant l'album de Leto)
- Matou feat. PLK - Grosses sommes (sur l'album Élixir de Matou)
- Aladin 135 feat. PLK - All day (sur l'album Phantom d'Aladin 135)
- Lefa feat. PLK - 230 (sur l'album Famous de Lefa)
- Koba LaD feat. PLK - Omar (sur l'album Détail de Koba LaD)
- 13 Block (OldPee & Zed) feat. PLK - Aminata (sur l'album BLO II du groupe 13 Block)
- Roshi feat. PLK - Déjà Fait (sur la mixtape Attaque II de Roshi)

2021 :
- ZKR feat. PLK - Tu vois comment ? (sur l'album Dans les mains de ZKR)
- PLK - Pas bien (sur la bande originale par Kore pour le film En passant pécho)
- Rim'K feat. PLK - Cosmos (sur l'EP ADN de Rim'K)
- Niro feat. PLK - Fils 2 (sur l'album Sale môme 1/9 de Niro)
- Tsew The Kid feat. PLK - ⁹ Sorry (sur l'album AYNA de Tsew The Kid)
- SDM feat. PLK - Le bruit des applaudissements (sur l'album OCHO de SDM)
- Caballero feat. PLK - Arriba (sur l'album OSO/Hat Trick du duo Caballero & JeanJass)
- Soso Maness feat. PLK - Petrouchka (sur l'album Avec le temps de Soso Maness)
- Soso Maness feat. RAF Camora & PLK - Petrouchka (Remix)
- Enima feat. PLK - BNB (sur l'album Résilience d'Enima)
- Koba LaD x Jul x PLK x SCH x Gazo x Soso Maness x Kofs x Guy2Bezbar x Naps - Le Classico organisé (sur l'album Le Classico organisé)
- Houari x PLK x Jul x Rim’K x Solda x Timal x L’Algérino x Hornet La Frappe - À la rue marié (sur l'album Le Classico organisé)
- favst/gibbs feat. PLK & Kabe - Tour de France (sur l'album Hample du duo favst/gibbs)
- Tiitof feat. PLK - Bordel (sur l'album Bénéfice de Tiitof)

2022 : 
- Nessbeal feat. PLK - Nuage qui passe (sur l’album Zonard des étoiles)
- Lesram feat. PLK - Avec le temps (sur la mixtape Wesh Enfoiré)
- $-Crew feat. PLK & Doums - Mauvais dans le fond (sur l’album SZR 2001)
- Doums feat. PLK - Mondéo (sur l'album Pull à capuche et billets mauves)
- Shtar Academy feat. PLK, Ryan & Perkiz - Des annéees (sur l'album Shtar Academy (Saison 2))
- Dadju feat. PLK - Saigne (sur l'album Cullinan : Gelée Royale)
- Dadju feat. PLK - Parle-moi (sur l'album Cullinan : Gelée Royale)
- Dadju feat. PLK - Des fois (sur l'album Cullinan : Gelée Royale)

2023 :
- ZKR feat. PLK - Gris nardo (sur l'album Caméléon+ de Zkr)
- Georgio feat. PLK - Quand tout s'enflamme (sur l'album Années Sauvages de Georgio)
- Werenoi feat. PLK - Escorte (sur l'album Carré de Werenoi)
- Bekar feat. PLK - Fisheye (sur l'album Plus Fort que l'Orage de Bekar)
- Aitch (en) feat. PLK - Heist (sur l’album Lost Files de Aitch)
- Jul feat. PLK - Postiché (sur l’album La route est longue de Jul)

2024 : 
- Lesram feat. PLK - 100X (sur l'album Du peu que j'ai eu,Du mieux que j'ai pu de Lesram)
- Maes feat. PLK - 4MOTION (sur l'album LA VIE CONTINUE de Maes)
- Vacra feat. PLK - Confidences (sur l'album Pygmalion de Vacra)
- Lacrim feat. PLK - Ledger (sur l’album Veni Vidi Vici de Lacrim)
- Soso Maness feat. PLK & Naps - Allez (single)
- Werenoi feat. PLK - En pétard (sur l'album Pyramide 2 de Werenoi)
- Lisko Peligrosso feat. PLK - DEFONCE (sur l'album Grossier Personnage de Lisko Peligrosso)
- Soprano feat. PLK - Faux paradis (sur l'album Émancipation - Freedom Pt. II de Soprano)
- Ormaz feat. PLK - Vieilles Gueules (sur l'album NÉVROSE de Ormaz)

2025 :
- Alonzo feat. PLK - Tableau de bord (sur l'album Longue vie à nous d'Alonzo)
- Karmen feat. PLK - ALICANTE (sur l'album Comment T'aimer Sans Diamants)
- Zamdane feat. PLK - Les jolies filles (sur l'album RAHMA)